# Beauval, Somme

Beauval este o comună în departamentul Somme, Franța. În 1 ianuarie 2022 avea o populație de 1.953 de locuitori.